# 高井舞香
高井 舞香（たかい まいか、1993年〈平成5年〉8月18日 - ）は、日本の女性声優。徳島県出身。マウスプロモーション所属。

## 経歴
子供の頃はサッカーなどをしている子供であり、夢は「ガンダムのパイロット」だったという。ある時、耳にした歌を歌っていた人物を調べていたことで職業としての声優を知り、「ガンダムが開発される可能性」、「自分が声優になってガンダムのパイロット役をする可能性」を天秤にかけて、声優を目指すようになって、演劇を始める。
2010年、徳島市で開催された「眉山山頂秋フェスタ×マチ★アソビvol.4」にてアニメーション制作会社ユーフォーテーブル制作みのりスクランブル!のアニメ声優の公開オーディションが開催され、2011年1月の「マチ★アソビ vol.5」にて同アニメの登場人物である「晃」役に抜擢されたことが発表された。
2012年3月18日、徳島市に開設された映画館「ufotable CINEMA」オープニングイベントの司会を務めた。
マウスプロモーション付属養成所27期生経て、マウスプロモーションに所属。

## 人物
- 趣味・特技は、アコースティックギター、サッカー、食べること、Twitter、ガンダムやロボットアニメ[2]。
- 大学ではフランス文学を専攻していた[10]。
- 事務所の同期には桑原由気、高野麻里佳、水間友美がいる[11]。

## 出演
太字はメインキャラクター。

### テレビアニメ
2012年
- パブー&モジーズ（ロージー・ラビット）

2014年
- ハナヤマタ（小町結香、生徒）

2015年
- 少年ハリウッド -HOLLY STAGE FOR 50-（女子）

2016年
- アイカツスターズ!（小田真澄）

2017年
- 覆面系ノイズ（小学生女子生徒1）
- 王室教師ハイネ（侍女）

2021年
- アイカツプラネット!（観客）

### 劇場アニメ
- Tokyo 7th シスターズ -僕らは青空になる-（2021年、晴海カジカ[14]）

### OVA
- みのりスクランブル!（2012年、晃）

### Webアニメ
- マウスどうぶつえん（2017年 - 、ヒツジのまいか）
- マウスどうぶつえん名作劇場（2020年、ヒツジのまいか）

### ゲーム
時期不明
- ハローキティといっしょ!（桃）

2014年
- Tokyo 7th シスターズ（晴海カジカ）

2015年
- 車なごコレクション（CR-Z、スカイライン、プリウス）
- 東京ハーレム（桃井麗花）

2016年
- 御城プロジェクト:RE（岩手山城、菩提山城、笹原城、久留米城、雨城）

2017年
- 天華百剣 -斬-（和泉守兼定）
- 刻のイシュタリア（2017年 - 2018年、モネータ、ヤヌス、カリオストロ、スターネ）

2020年
- ガールズXバトル2（織田信忠）
- CHOJO-CryptoGirlsArena-（葉枝芽 萌）

2021年
- 神装の戦乙女（クレマリー）
- ゴシックは魔法乙女〜さっさと契約しなさい!〜（Gディザスター）

### ドラマCD
- MAUSU THEATER（支配人）
- 俺と上司のかくしごと（2017年）
- 真夜中ラブアライアンス（2020年、キャバ嬢）

### アプリ
- JC News（析冷静[21]）

### 吹き替え
- ライオン・ガード（キニョンガ）

### ラジオ
※はインターネット配信。
- あにらじっ♪（未）声優部（2011年 - 2012年、HiBiKi Radio Station※）青山ひかり[22]

### インターネット番組
- スマホゲー女子部(仮)（2015年 - 2016年、YouTube）[23]
- JCちゃんねる☆〜まとしずの今夜は女子話〜（2016年 - 、ニコニコ生放送・AbemaTV FRESH!・Periscope）[24]
- ZOIDS FOR YOU（2017年 - 2018年、YouTube）[25][26]
- ゲームのがっこう（2016年 -  ニコニコチャンネル※）アシスタントMC[27]

### オーディオブック
- 三姉妹探偵団（2018年、珠美）
- 夢をかなえるゾウ4 ガネーシャと死神（2020年、晴香[28]）

### ナレーション
- FC町田ゼルビアをつくろう〜ゼルつく〜（2021年 - 、AbemaTV）※回替わり

### その他
- アニメミライ2013 公式リポーター[29]
- ～すべての答えはPINKとなる～（2017年、レイ[30]）

## ディスコグラフィ

### キャラクターソング
| 発売日   | 商品名                                              | 歌                                                                 | 楽曲                                                               | 備考                                                    |
| 2014年   | 2014年                                              | 2014年                                                             | 2014年                                                             | 2014年                                                  |
| -------- | --------------------------------------------------- | ------------------------------------------------------------------ | ------------------------------------------------------------------ | ------------------------------------------------------- |
| 9月10日  | コドクシグナル                                      | Need Cool Quality                                                  | 「コドクシグナル」 「THUNDER,RAIN,涙の行方」                       | テレビアニメ『ハナヤマタ』挿入歌                        |
| 12月28日 | t7s Longing for summer                              | サンボンリボン                                                     | 「たいくつりぼん」                                                 | ゲーム『Tokyo 7th シスターズ』関連曲                    |
| 2015年   |                                                     |                                                                    |                                                                    |                                                         |
| 5月20日  | H-A-J-I-M-A-L-B-U-M-!!                              | 777☆SISTERS                                                        | 「H-A-J-I-M-A-R-I-U-T-A-!!」 「Cocoro Magical」 「KILL☆ER☆TUNE☆R」 | ゲーム『Tokyo 7th シスターズ』関連曲                    |
| 5月20日  | H-A-J-I-M-A-L-B-U-M-!!                              | サンボンリボン                                                     | 「Clover×Clover」                                                  | ゲーム『Tokyo 7th シスターズ』関連曲                    |
| 7月29日  | 僕らは青空になる/FUNBARE☆RUNNER                     | 777☆SISTERS                                                        | 「僕らは青空になる」 「FUNBARE☆RUNNER」                            | ゲーム『Tokyo 7th シスターズ』関連曲                    |
| 12月9日  | Snow in “I love you”                                | 777☆SISTERS                                                        | 「Snow in “I love you”」                                           | ゲーム『Tokyo 7th シスターズ』関連曲                    |
| 12月9日  | Snow in “I love you”                                | はる☆ジカ（ちいさな）                                              | 「ハネ☆る!!」                                                      | ゲーム『Tokyo 7th シスターズ』関連曲                    |
| 2016年   |                                                     |                                                                    |                                                                    |                                                         |
| 1月27日  | 楽園ディストピア -TOKYO HAREM ver.-                 | TOKYO HAREM                                                        | 「楽園ディストピア」                                               | ゲーム『東京ハーレム』テーマソング                      |
| 1月27日  | 楽園ディストピア -TOKYO HAREM ver.-                 | 桃井麗花（高井舞香）                                               | 「楽園ディストピア」                                               | ゲーム『東京ハーレム』関連曲                            |
| 6月29日  | Are You Ready 7th-TYPES??                           | サンボンリボン                                                     | 「セカイのヒミツ」                                                 | ゲーム『Tokyo 7th シスターズ』関連曲                    |
| 2017年   |                                                     |                                                                    |                                                                    |                                                         |
| 4月19日  | t7s Longing for summer Again And Again 〜ハルカゼ〜 | 777☆SISTERS                                                        | 「ハルカゼ〜You were here〜」                                      | ゲーム『Tokyo 7th シスターズ』関連曲                    |
| 8月13日  | スタートライン/STAY☆GOLD                            | 777☆SISTERS                                                        | 「スタートライン」 「STAY☆GOLD」                                   | ゲーム『Tokyo 7th シスターズ』関連曲                    |
| 2018年   |                                                     |                                                                    |                                                                    |                                                         |
| 7月4日   | THE STRAIGHT LIGHT                                  | サンボンリボン                                                     | 「14歳のサマーソーダ」                                             | ゲーム『Tokyo 7th シスターズ』関連曲                    |
| 7月4日   | THE STRAIGHT LIGHT                                  | はる☆ジカ（ちいさな）                                              | 「SHAKE!!〜フリフリしちゃえ〜」                                    | ゲーム『Tokyo 7th シスターズ』関連曲                    |
| 10月10日 | MELODY IN THE POCKET                                | 777☆SISTERS                                                        | 「MELODY IN THE POCKET」                                           | ゲーム『Tokyo 7th シスターズ』関連曲                    |
| 2019年   |                                                     |                                                                    |                                                                    |                                                         |
| 4月17日  | 百華繚乱                                            | 和泉守兼定（高井舞香）、獅子王（高柳知葉）、太郎坊兼光（原田彩楓） | 「くくくXmas剣奏曲」                                               | ゲーム『天華百剣 -斬-』関連曲                           |
| 6月19日  | NATSUKAGE -夏陰-                                    | 777☆SISTERS                                                        | 「NATSUKAGE -夏陰-」 「夏のビードロ☆シンフォニー」                 | ゲーム『Tokyo 7th シスターズ』関連曲                    |
| 2020年   |                                                     |                                                                    |                                                                    |                                                         |
| 11月25日 | Across the Rainbow                                  | 777☆SISTERS                                                        | 「Across the Rainbow」 「リボン」                                  | ゲーム『Tokyo 7th シスターズ』関連曲                    |
| 11月25日 | Across the Rainbow                                  | 777☆SISTERS                                                        | 「Departures -あしたの歌-」                                        | アニメ『Tokyo 7th シスターズ -僕らは青空になる-』主題歌 |

### その他参加楽曲
| 発売日        | 商品名     | 歌       | 楽曲 | 備考                                 |
| ------------- | ---------- | -------- | --- | ------------------------------------ |
| 2017年9月16日 | Magistrale | 高井舞香 | 「『Magistrale』」 「メロウアウト」 「すき。」 「Rain Drop」 「entr'acte」 「Que?C'est la vie.」 「パパは閻魔だ舌を抜け」 「TELEPORTNUMBER」 「星降る場所」 「月明かりランデヴー」 「RainDrop 〜Original Ver.〜」 「Merci beaucoup.」 | 高井舞香自身による作詞・作曲の曲あり |

### ユニットメンバー
1. ↑  山ノ下祥子（若井友希）、小町結香（高井舞香）、梶原亜里沙（山本彩乃）、笹目ヤヤ（奥野香耶）
2. 1 2 3 4  晴海サワラ（中村桜）、晴海カジカ（高井舞香）、晴海シンジュ（桑原由気）
3. 1 2 3 4 5 6  春日部ハル（篠田みなみ）、天堂寺ムスビ（高田憂希）、角森ロナ（加隈亜衣）、野ノ原ヒメ（中島唯）、芹沢モモカ（井澤詩織）、臼田スミレ（清水彩香）、神城スイ（道井悠）、久遠寺シズカ（今井麻夏）、アレサンドラ・スース（大西沙織）、晴海サワラ（中村桜）、晴海カジカ（高井舞香）、晴海シンジュ（桑原由気）
4. 1 2  春日部ハル（篠田みなみ）、晴海カジカ（高井舞香）
5. ↑  神田美緒（大坪由佳）、豪徳寺京子（安済知佳）、桃井麗花（高井舞香）、大森杏（田中美海）、綾瀬ひかり（吉岡麻耶）、千早エリ（久保田未夢）